# Tanja Nijmeijer
Tanja Nijmeijer   (Denekamp, 13 de febrer de 1978) és una exguerrillera neerlandesa, exmembre de les Forces Armades Revolucionàries de Colòmbia (FARC). Va ser una de les líders més destacades de les FARC fins a la seva desmobilització l'any 2016, i va formar part dels diàlegs de pau a l'Havana entre el govern de Juan Manuel Santos i les FARC. És considerada junt amb Victoria Sandino una de les impulsores de la igualtat de gènere dins de la guerrilla.

## Biografia
Nijmeijer va néixer en Denekamp a la província d'Overijssel i va estudiar Filologia hispànica a la Universitat de Groningen. El 2000 va residir durant un any a Pereira, Colòmbia, i el 2001 va viatjar pel país amb la Caravana por la Vida per atreure l'atenció sobre la situació dels camperols pobres a Colòmbia. Acabats els seus estudis, el 2002 va tornar a Colòmbia i es va incorporar a les FARC amb el pseudònim d'Eillen (o Eileen o Ellen). Va treballar-hi com a intèrpret i traductora, i també va participar en combats.

### Diari de Tanja
El 18 de juny de 2007, en els límits dels municipis colombians de La Macarena i La Uribe, un escamot de la Fuerza de Tarea Conjunta Omega va arribar fins al campament del comandant Carlos Antonio Lozada enmig de la selva. Després d'un enfrontament i tres morts, el comandant va fugir greument ferit. Entre les coses que va trobar la força pública al campament hi havia el diari de Tanja. A l'agost es va donar a conèixer el seu diari a l'opinió pública. En diversos passatges del diari, Tanja criticava les FARC i els comandants. Al desembre del mateix any la comandància de les FARC va declarar que Nijmeijer participaria en una pel·lícula de propaganda de les FARC tot esperant el seu càstig definitiu.
Una recerca de l'exèrcit va mostrar que Nijmeijer no era l'única europea membre de les FARC. El govern colombià va afirmar voler traduir el diari de Nijmeijer i utilitzar-lo per a dissuadir altres europeus d'incorporar-se a les FARC. El llavors Secretari de Relacions Exteriors, Fernando Araújo, va anunciar que si aconseguia escapar-se de les FARC seria amnistiada i podria tornar als Països Baixos.
Tanmateix, es tenia informació per una de les dones desmobilitzades que responia al nom de Jennifer que Ellen estava sana i estàlvia; la desmobilitzada cercà el contacte de la família de Nijmeijer per donar proves de la seva situació.

### Presumpta mort el 2010
El 23 de setembre de 2010, mitjans de comunicació colombians van especular sobre la possibilitat que Nijmeijer hagués mort en el mateix campament al costat de l'abatut Jorge Briceño Suárez durant els bombardejos de l'Operació Sodoma el 22 de setembre de 2010, encara que posteriorment les autoritats van anunciar que el cos no corresponia a la guerrillera neerlandesa.
El 9 d'octubre de 2010, el president colombià Juan Manuel Santos va donar a conèixer informacions que contenien els ordinadors de Mono Jojoy, entre elles fotografies de Nijmeijer i correus electrònics del Mono Jojoy planejant enviar-la a la Comissió Internacional de les FARC.
Les autoritats colombianes van determinar que Nijmeijer era companya sentimental del nebot de Mono Jojoy, també militant de les FARC. Van afegir que Nijmeijer estava instruint en ciències polítiques als fronts del Bloc Oriental de les FARC.

### Vídeo d'agost de 2010
El 3 de novembre de 2010 la cadena holandesa RNW va divulgar un vídeo gravat a l'agost per Jorge Enrique Botero, en el qual entrevistava a Nijmeijer i on afirmava que no volia ser rescatada i que desitjava romandre a les FARC:
| « | I si l'exèrcit i el govern colombià encara creuen i tracten de divulgar que jo estic aquí segrestada, que vinguin a rescatar-me, que nosaltres els rebrem com cal: amb AK-47, amb .50 BMG, amb mines, amb morters i amb tot. | » |

| « | […] que sóc guerrillera de las Forces Armades Revolucionàries de Colòmbia i que d'això no hi ha cap dubte. | » |

### Acusacions dels Estats Units
El 14 de desembre de 2010, Nijmeijer i altres 17 guerrillers van ser acusats per un Jurat Federal a la ciutat de Washington DC, Estats Units, sota càrrecs de segrest. El jutge va determinar que Nijmeijer i les altres 17 persones van participar en el segrest de Thomas Howes, Keith Stansell i Marc Gonsalves el febrer del 2003. Els tres nord-americans van ser segrestats per membres de les FARC. Per als fiscals nord-americans, Nijmeijer i els altres estaven «entrenats per segrestar i retenir els nord-americans». Els nord-americans van ser rescatats el juliol de 2008 durant l'Operació Escac. Segons els fiscals, els segrestats van ser «torturats i amenaçats de mort», i que les FARC els «feia anar com a carta de negociació per aconseguir que el govern li lliurés una zona desmilitaritzada». Nijmeijer seria requerida en extradició pel govern dels Estats Units en cas de ser capturada.

### Negociadora en el Procés de Pau avançat a Oslo
El 14 d'octubre de 2012, va formar part de l'equip de negociadors de les FARC en el diàlegs de pau entre el govern Santos i les FARC, finalitzades de manera reeixida el 2016. L'holandesa es trobava a l'Havana amb el número dos de les Forces Armades Revolucionàries de Colòmbia, Iván Márquez.